# Palác Merkur
Palác Merkur je funkcionalistická budova na Revoluční třídě, Starém Městě, Praha 1, na jižním předmostí Štefánikova mostu.

## Stavba

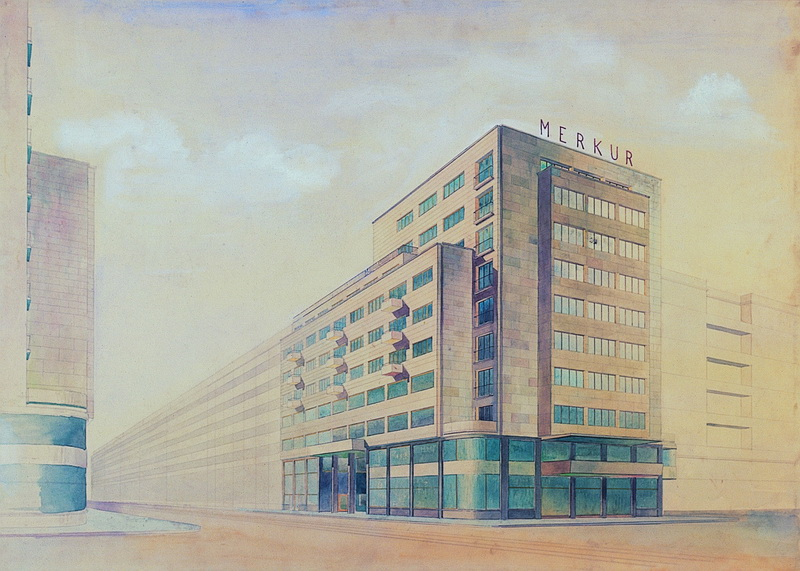
Skica paláce pojišťovny Merkur. Perspektiva z užší soutěže. Ozalid, akvarel, nalepeno na kartonu, 52x72 cm. 1934, Malostranský archiv Jaroslava Fragnera

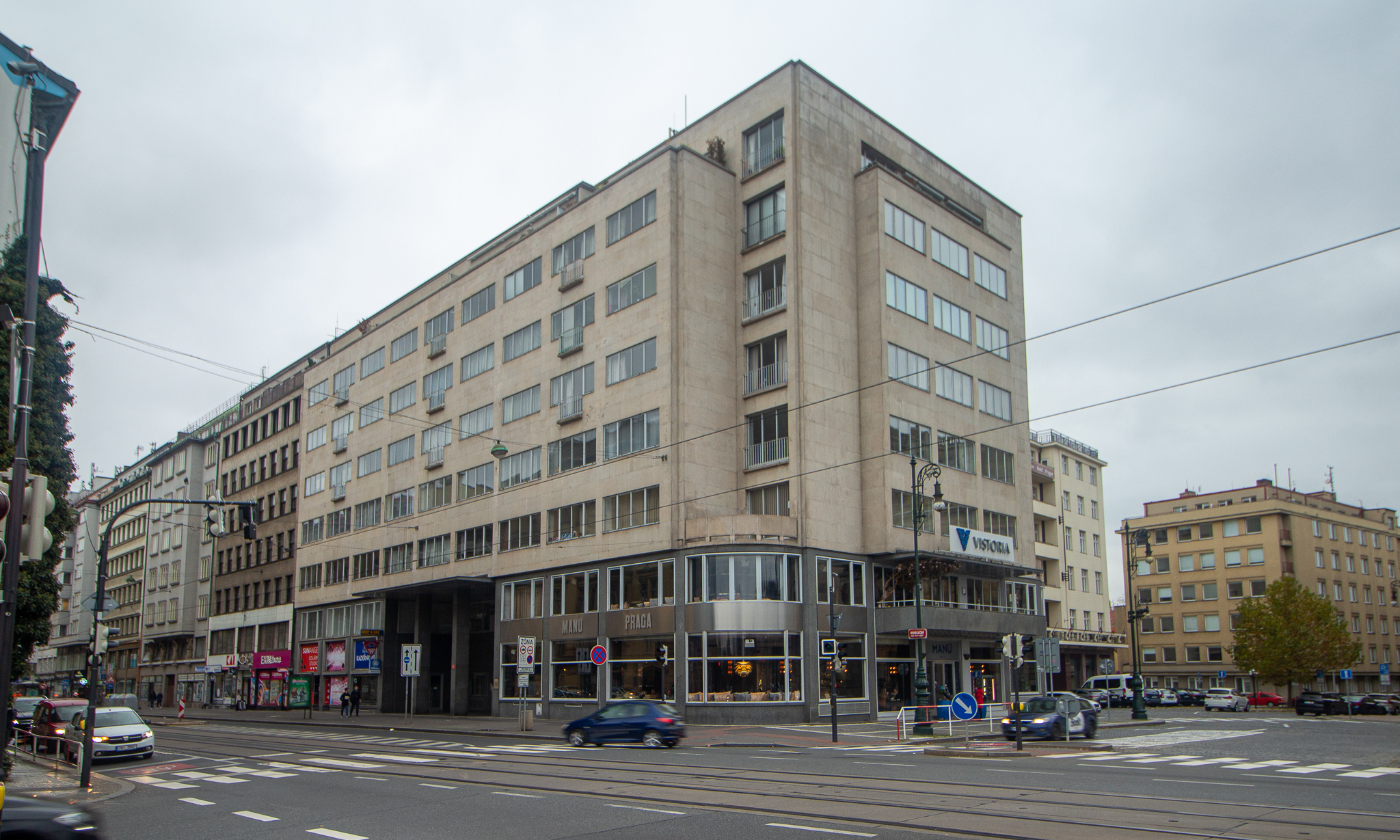
Palác Merkur v roce 2021

Funkcionalistická stavba podle návrhu architekta Jaroslava Fragnera byla stavěna mezi lety 1934–1936 na místě, kde původně stálo pět domů z druhé poloviny 19. století.
Realizaci stavby umožnila regulace toku Vltavy z první poloviny třicátých let 20. století. Má osm pater, hlavní průčelí stavby je orientováno do Revoluční ulice.
Osmipatrová budova má hlavní průčelí orientováno do ulice Revoluční a Řásnovka. Kanceláře jsou částečně orientovány do Hradební ulice. Budova patří do seznamu architektonicky významných pražských staveb a slouží jako bytový a kancelářský objekt.
Dvoupodlažní kavárna, která se nacházela v přízemí a prvním patře, prošla několika změnami – v 60. letech 20. století sloužila jako odbavovací centrum Československých aerolinií. Od 4. října 1967 až do 70. let zde fungoval populární studentský klub "Vltava". Od 90. let ho nahradil autosalon „Autopalác Vltava“.
Již kolem roku 1920 při návrhu budov na Petrském nábřeží přemýšleli architekti Antonín Engel a Bohumil Hübschmann o realizaci „vstupní brány“ do města. Patřil k nim i Jan Kotěra. Jaroslav Fragner ve své původní koncepci z roku 1934 navrhl dvě symetrické budovy, které by doplnily Revoluční třídu po obou stranách, ale druhá stavba nebyla realizována.